# Crassula compacta
Crassula compacta (Schönland, 1895) è una pianta succulenta appartenente alla famiglia delle Crassulaceae, originaria del Sudafrica e dell'eSwatini.
L'epiteto specifico compacta si rifà alle dimensioni contenute della pianta, anche quando pienamente sviluppata.

## Descrizione

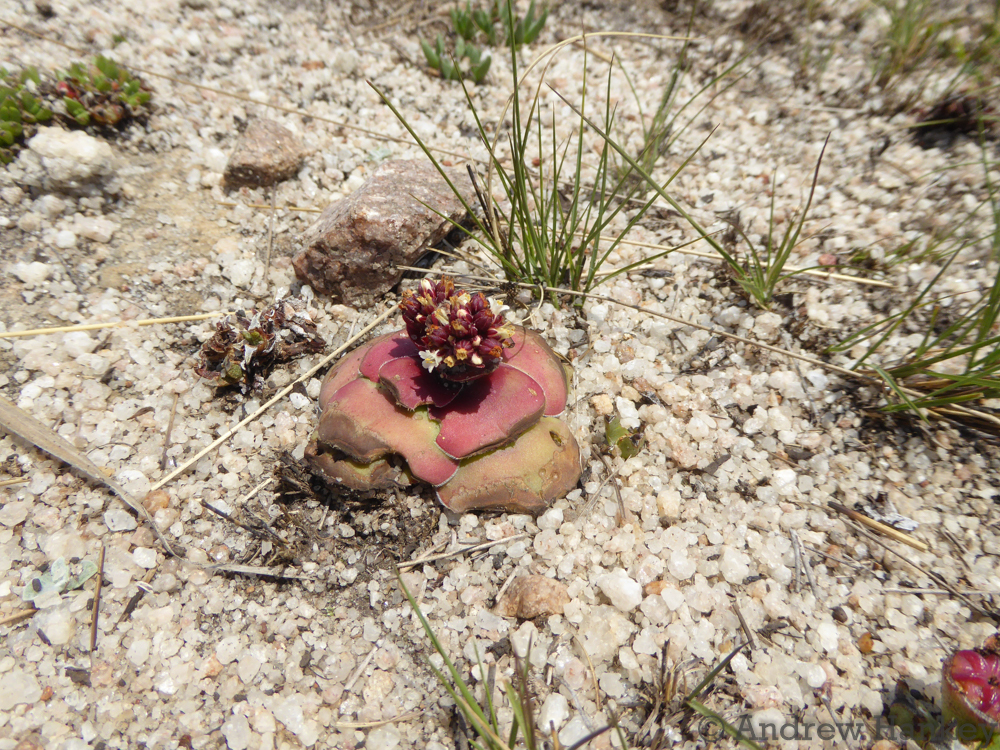
Esemplare di C. compacta in fiore.

C. compacta è una pianta perenne di piccole dimensioni formata da una rosetta solitaria, a volte scarsamente ramificata alla base.
Le foglie carnose, che misurano tra 2 e 4 centimetri in lunghezza per 2-3,5 cm in larghezza, hanno una forma da ovata ad obovata e superficie glabra. Sono in genere di colore verde, tendente al rossastro con l'esposizione ai raggi solari, e presentano alcuni macchie puntiformi di una tonalità più scura. Sul margine è disposta una fila di ciglia ricurve.
Le infiorescenze a tirso si sviluppano in posizione terminale su di un peduncolo alto 10 cm, per un diametro di 4 mm, di colore rossastro e ricoperto da una fine peluria, che ramifica in diverse dicasia sessili. Su di esso si possono inoltre sviluppare fino a 5 paia di brattee di forma da ovata ad obovata e al massimo lunghe 8 mm per 4 mm in larghezza, di dimensioni decrescenti tanto più si trovano in alto.
I fiori, uniti alla pianta attraverso dei pedicelli lunghi circa 2,5 mm, sono composti da sepali di forma oblunga, di circa 2-2,5 mm in lunghezza, e da una corolla tubolare, di colore da bianco a crema. I petali che la compongono, brevemente fusi tra loro alla base e di forma oblungo-obovata, misurano fino a 7 mm in lunghezza per 1,2 mm in larghezza, e hanno delle estremità ricurve. Gli stami portano delle antere di colore da giallo a nero.

## Distribuzione e habitat
C. compacta è una specie diffusa in Sudafrica e nell'eSwatini e, nello specifico, la si può trovare nelle Province Settentrionali, nella provincia dello Stato libero ed in quella del KwaZulu-Natal.
È comune nelle praterie di montagna presenti nell'area e, in particolare, nell'ecoregione sudafricana nota come praterie montane dei monti dei Draghi.